# Nikola Zimková
Nikola Zimková (* 3. Juli 2003) ist eine slowakische Eishockeytorhüterin.

## Karriere
Zur Saison 2017/18 stieg Nikola Zimková in die erste Mannschaft von ŠKP Bratislava auf und spielte mit dieser in der Extraliga, der höchsten Liga im slowakischen Fraueneishockey. Sie bestritt in der Saison drei Spiele und konnte so mit der Mannschaft den Slowakischen Meistertitel feiern. In der darauffolgenden Saison schloss sie sich dem ŽHKm Zvolen an und spielte mit ihrer Mannschaft erneut in der Extraliga, wobei sie in acht Spielen eingesetzt wurde. Nachdem sie in der Saison 2019/20 keine Ligaspiele absolviert hatte, ging sie in den folgenden beiden Jahren mit dem ŠKP Bratislava in der European Women’s Hockey League an den Start. Dort erreichte sie mit dem Team jeweils die Playoffs, in denen sie im Playoff-Halbfinale respektive -Viertelfinale gegen den österreichischen Klub EHV Sabres Wien ausschied. Sowohl in der Saison 2020/21 als auch der Saison 2021/22 spielte sie parallel für die U16-Junioren des HC Nové Zámky in der höchsten slowakischen U16-Liga. Ferner spielte sie in der Saison 2021/22 für die U18-Junioren HC Nové Zámky in der zweithöchsten slowakischen U18-Liga.
Zur Saison 2022/23 wechselte sie nach Schweden und schloss sich dort dem IF Björklöven an.

### International
Nachdem Nikola Zimková bereits für die U18-Nationalmannschaft der Slowakei gespielt hatte, nahm sie mit der slowakischen Nationalmannschaft an der Qualifikation für die Olympischen Winterspiele 2022 teil. Beim Turnier im schwedischen Luleå, das im November 2021 ausgetragen wurde, kam sie in zwei von drei Spielen zum Einsatz und verpasste mit ihrer Mannschaft als Tabellendritter die Qualifikation für die Olympischen Winterspiele 2022 in Peking. Im April 2022 nahm sie zudem mit der slowakischen Nationalmannschaft an der Weltmeisterschaft 2022 der Division IA teil. Dort belegte man nach vier Spielen den dritten Platz und verblieb damit in der Division IA. Am Turnierende wies Zimková die höchste Fangquote und den geringsten Gegentorschnitt unter allen Torhüterinnen auf.

## Erfolge und Auszeichnungen
- 2018 Slowakischer Meister mit dem ŠKP Bratislava
- 2019 Aufstieg in die Top-Division bei der U18-Weltmeisterschaft der Division IA
- 2022 Höchste Fangquote und geringster Gegentorschnitt der Weltmeisterschaft der Division IA